# 登基拉
登基拉（英语：Denkyira）是17世纪20年代之前存在的一个强大的阿坎族民族国家，位于今加纳境内。 他们和所有阿肯人一样，都起源于博诺州。 在1620年之前，登基拉被称为阿戈纳。登基拉的统治者被称为登基拉赫内，首都是Jukwaa。第一个登基拉赫内是Mumunumfi。 

## 历史
后来，登基拉的首都搬到了Abankeseso。 登基拉州首府是现在的奥芬河畔Dunkwa。登基拉通过黄金生产和与欧洲的贸易变得强大。
在17世纪90年代，登基拉与阿辛土邦和Twifo-Heman之间爆发了战争。战争的目标是保持通往海岸的贸易路线畅通无阻，并与芳蒂州（Fante state）和欧洲人进行贸易。
登基拉邦与芳蒂土邦一起主导了加纳西部与欧洲人的贸易，而Akwamu主导了加纳东部与欧洲人的贸易。
除了芳蒂、Akwamu和Akyem之外，登基拉邦还统治着邻近的邦。 阿散蒂于1701年之前一直是登基拉王国的臣民和附属国。不过在Okomfo Anokye的帮助下，阿散蒂王国在费亚斯之战中击败了登基拉，登基拉成为了阿散蒂王国的附庸国。 战争由当时的登基拉赫内恩蒂姆·贾卡里领导。
1868年，登基拉加入了芳蒂联邦，与强大的芳蒂结盟。芳蒂联邦此时也成为了英国的盟友。阿散蒂帝国也是荷兰人的盟友。
登基拉的现任统治者（土王）是Odeefuo Boa Amponsem III，直到他于2016年12月2日被宣布去世。